# Let It Be Me
A Let It Be Me című album az ausztrál Jason Donovan 4. stúdióalbuma, mely 2008. novemberében jelent meg. Ez volt az első új stúdióalbuma 15 év után, mely az Egyesült Királyság albumlistáján a 28. helyre került. 
Az album az 50-es és 60-as évek slágereinek feldolgozásait tartalmazza, melyet a Brian Eno producer által publikált dal a  "Nobody But Me" is helyet kapott. 

## Az album dalainak listája
CD  Egyesült Királyság Decca – 4781029
1. Let It Be Me (Gilbert Becaud/Pierre Delanoe)
2. It's All in the Game (Charles Gates Dawes/Carl Sigman)
3. Smoke Gets in Your Eyes (Otto Harbach/Jerome Kern)
4. Halfway to Paradise (Gerry Goffin/Carole King)
5. Be My Baby (Phil Spector/Jeff Barry/Ellie Greenwich)
6. Dream Lover (Bobby Darin)
7. Sealed with a Kiss (Peter Udell/Gary Geld)
8. Blue Velvet (Bernie Wayne/Lee Morris)
9. Love Letters (Edward Heyman/Victor Young)
10. Sea of Love (Philip Baptiste/George Khoury)
11. Love Hurts (Boudleaux Bryant)
12. Rhythm of the Rain (John Gummoe)
13. If I Only Had Time (Michel Fugain/Pierre Delanoe/Jack Fishman)
14. Wondrous Place (Jeff Lewis/Bill Giant)
15. Lonesome Town (Baker Knight)
16. Dreamboats and Petticoats (Jason Donovan/Tom Gilbert/Henry Preistman; gitár: Hank Marvin)
17. All the Words We Don't Say (Jason Donovan/Ian Brown/Anna Krantz)